# Chiêu thị
Chiêu thị (Promotion) hay truyền thông marketing (Marketing communication) là một trong bốn yếu tố của Marketing – mix bao gồm những hoạt động nhằm thông báo, thuyết phục, khuyến khích thị trường tiêu thụ sản phẩm và quảng bá, giao tế, bảo vệ thị phần. Hay nói khác đi, Chiêu thị là sự phối hợp các nỗ lực nhằm thiết lập kênh truyền thông và thuyết phục khách hàng để bán sản phẩm, dịch vụ hay cổ động cho các ý tưởng. Là hoạt động thực hiện chức năng thông tin của doanh nghiệp.

## IMC
Đầu thập kỷ 80, nhiều doanh nghiệp đã hướng tới chiến lược mới đó là: "truyền thông marketing tổng hợp (I.M.C)" – là sự điều phối các yếu tố chiêu thị khác nhau và các hoạt động marketing khác nhau để truyền thông tới khách hàng.
Hiệp hội các đại lý quảng cáo Mỹ 4As khái quát IMC như sau: "IMC là khái niệm về sự hoạch định truyền thông marketing nhằm xác định giá gia tăng của một kế hoạch tổng hợp, đánh giá vai trò chiến lược của các thành phần khác nhau trong truyền thông như quảng cáo, khuyến mại, tuyên truyền và sự kết hợp các thành phần này để tạo ra một sự truyền thông rõ ràng, đều đặn, hiệu quả tối đa."
Theo Don Schultz – Đại học Northwestern Mỹ, triển vọng của IMC rất rộng lớn; nó có thể là cách tiếp cận để hoạch định chương trình marketing, chiêu thị và phối hợp các chức năng truyền thông khác nhau. Các doanh nghiệp phải phát triển chiến lược marketing tổng thể để xác định làm rõ thế nào mà tất cả hoạt động marketing của doanh nghiệp (chứ không chỉ riêng hoạt động chiêu thị) truyền thông đến khách hàng. Sự nhận thức của khách hàng về một nhãn hiệu hay doanh nghiệp là sự tổng hợp của các thông điệp mà họ tiếp nhận được (thông qua quảng cáo, mức giá, bao bì, tuyên truyền khuyến mại…). IMC thực hiện để có thể đạt được sự nhận thức của khách hàng về hình ảnh độc đáo, ấn tượng về sản phẩm của công ty trên thị trường. 

## Vai trò của chiêu thị
Chiêu thị có vai trò: 
- Công cụ truyền thông, đáp ứng nhu cầu khách hàng.
- Phối hợp với các công cụ khác trong marketing – mix để đạt được các mục tiêu marketing.
- Công cụ cạnh tranh trong kinh doanh: gia tăng giá trị sản phẩm; thông tin, xây dựng nhận thức về sản phẩm; nâng cao uy tín nhãn hiệu, thương hiệu; duy trì niềm tin, thái độ tốt đẹp của khách hàng với sản phẩm cũng như doanh nghiệp…

Chiêu thị có thể: thông tin về lợi thế sản phẩm; thiết lập sự nhận thức và thái độ thuận lợi đối với sản phẩm, công ty.; tạo sự ưa thích nhãn hiệu, thương hiệu; tăng số lượng tiêu thụ sản phẩm; củng cố hoạt động phân phối, chăm sóc khách hàng; đạt sự hợp tác từ các trung gian và lực lượng bán hàng...
Tuy nhiên, chiêu thị không thể nào thuyết phục được người tiêu dùng mua sản phẩm mà không phù hợp với nhu cầu của họ; làm cho khách hàng mua sản phẩm với mức giá cao hơn; hay thuyết phục khách hàng tìm mua sản phẩm trong khi nó đang phân phối hạn chế.